# Russula aurea (burete)
Russula aurea (Christian Hendrik Persoon, 1796), sin. Russula aurata (William Withering ex Elias Magnus Fries, 1838)  denumită în popor hulubiță aurie sau numai hulubiță, este o specie de ciuperci comestibile din încrengătura Basidiomycota în familia Russulaceae și de genul Russula care coabitează, fiind un simbiont micoriza (formează micorize pe rădăcinile arborilor). Ea se poate găsi în România, Basarabia și Bucovina de Nord oriunde pe teren mai mult sau mai puțin calcaros solitară sau în grupuri mai mici, în păduri de foioase și de conifere, de la câmpie la munte, din iulie până în octombrie.

## Descriere

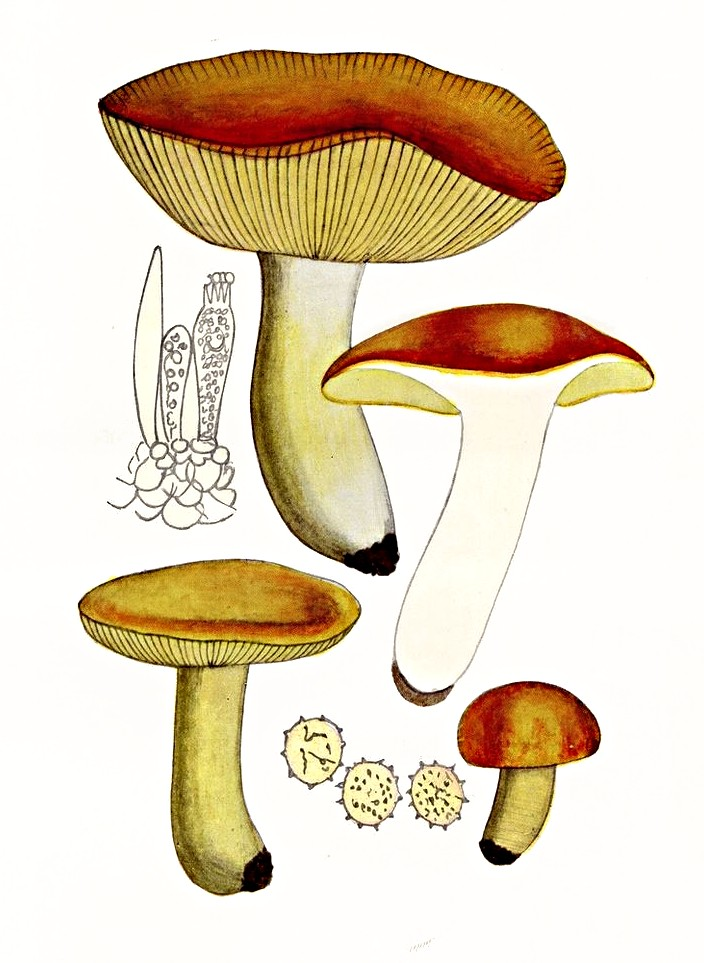
Bres.: R. aureata

- Pălăria: este de mărime medie pentru ciuperci plin dezvoltate cu un diametru de aproximativ 5-10 cm, inițial semisferică cu marginea răsfrântă spre picior, apoi boltită, în sfârșit plată și ușor adâncită în centru cu margini atunci răsucite. Cuticula care poate fi cojită numai parțial, este netedă și lucioasă, umedă în tinerețe, striată câteodată fin radial la periferie. Culoarea pălăriei diferă, putându-se schimba de la tipicul roșu înfocat sau roșu cu pete viu galbene spre galben de lămâie.
- Lamelele:  sunt strânse, bifurcate, cam late și de aceeași lungime, țăndărind, precum unite cu piciorul și puțin decurente. Ele sunt pentru mult timp palide, apoi de culoare galben de lămâie sau galben de crom.
- Piciorul: are o înălțime de 4-8 cm și o lățime de 1,5-2,5 cm, fiind cilindric, cărnos, tare și plin, la maturitate complet împăiat cu o suprafață deseori ridată. Tija este de obicei albă până la galben deschis, având uneori tonuri maronii deseori cu pete mici brune.
- Carnea: este densă și foarte compactă, câteodată chiar granuloasă, cu miros imperceptibil și gust dulceag. Coloritul este alb, nu devenind gri la contact cu aerul. Carnea pălăriei sub cuticulă este colorată galben.
- Caracteristici microscopice: are spori cu o mărime de 9-11 x 7,5-10 microni, aproape rotunzi și ascuțit-reticulari, pulberea lor fiind galbenă.
- Reacții chimice: Buretele se decolorează cu sulfat de fier într-un ocru-roz palid.[4][5]

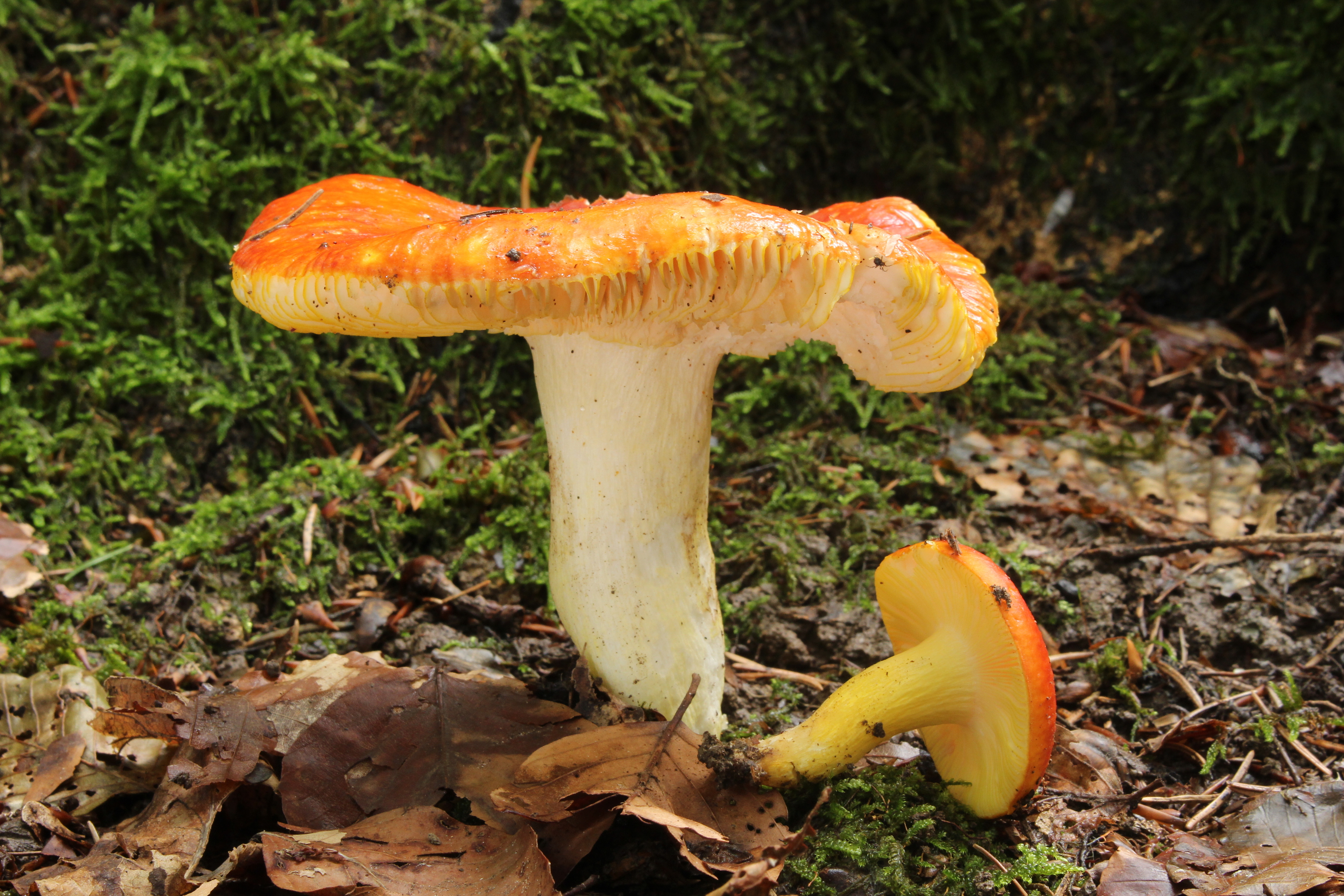
R. aurea bătrână și tânără
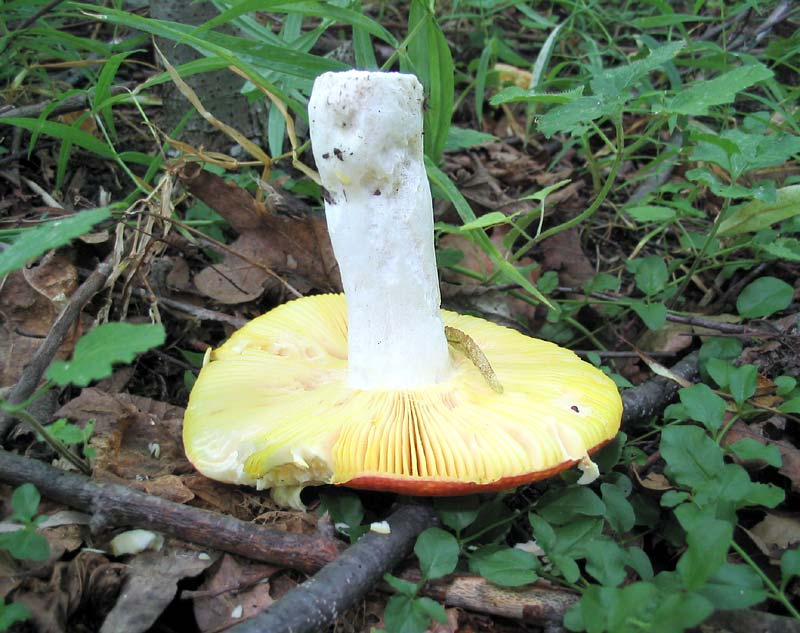
R. aurea mai tânără: lamele și picior
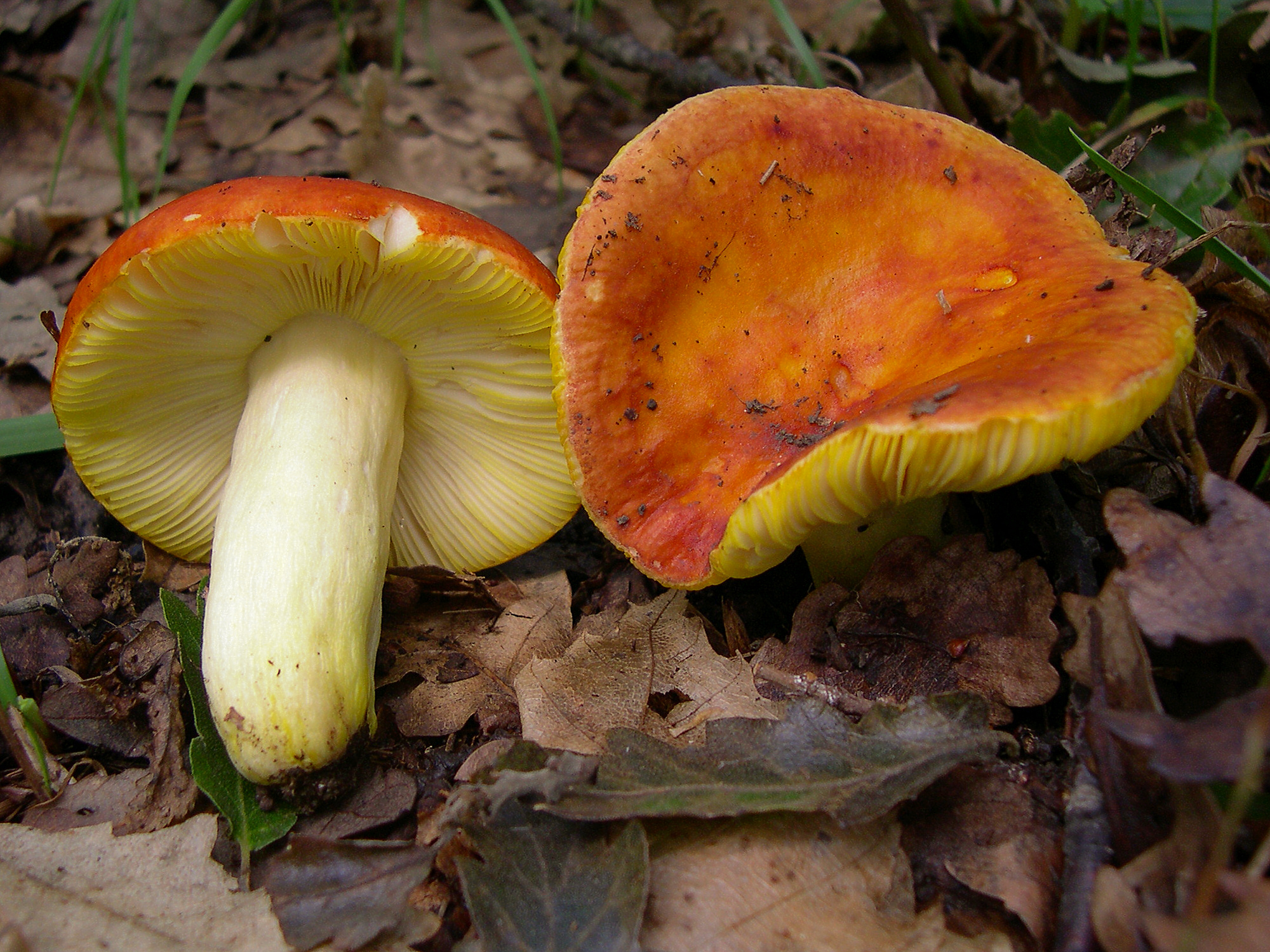
R. aurea mai bătrâne: pălărie, lamele și picior

## Confuzii
Hulubița este ușor de recunoscut datorit culorii pe care o au lamelele și carnea pălăriei sub cuticulă. La o privire superficială, ar putea fi confundată între altele cu soiurile comestibile Russula decipiens, Russula decolorans, Russula flava, Russula integra, Russula mustelina,  Russula paludosa, Russula rosea sin. Russula lepida, Russula rosacea, Russula vesca (se decolorează cu sulfat de fier portocaliu-roșu)  sau Russula xerampelina.
Dar de asemenea soiul poate fi confundat cu specii iute sau otrăvitoare ca Russula emetica (cea mai toxică), Russula luteotacta, Russula mesospora sin. Russula intermedia, Russula persicina, Russula pseudointegra, Russula rhodopus, Russula rubra,  respectiv Russula sanguinea.
Russula.badia sin. Russula friesii este necomestibilă din cauza mirosului (miroase ca o cutie de țigări după cedru), dar și gustul este neplăcut.

## Ciuperci asemănătoare

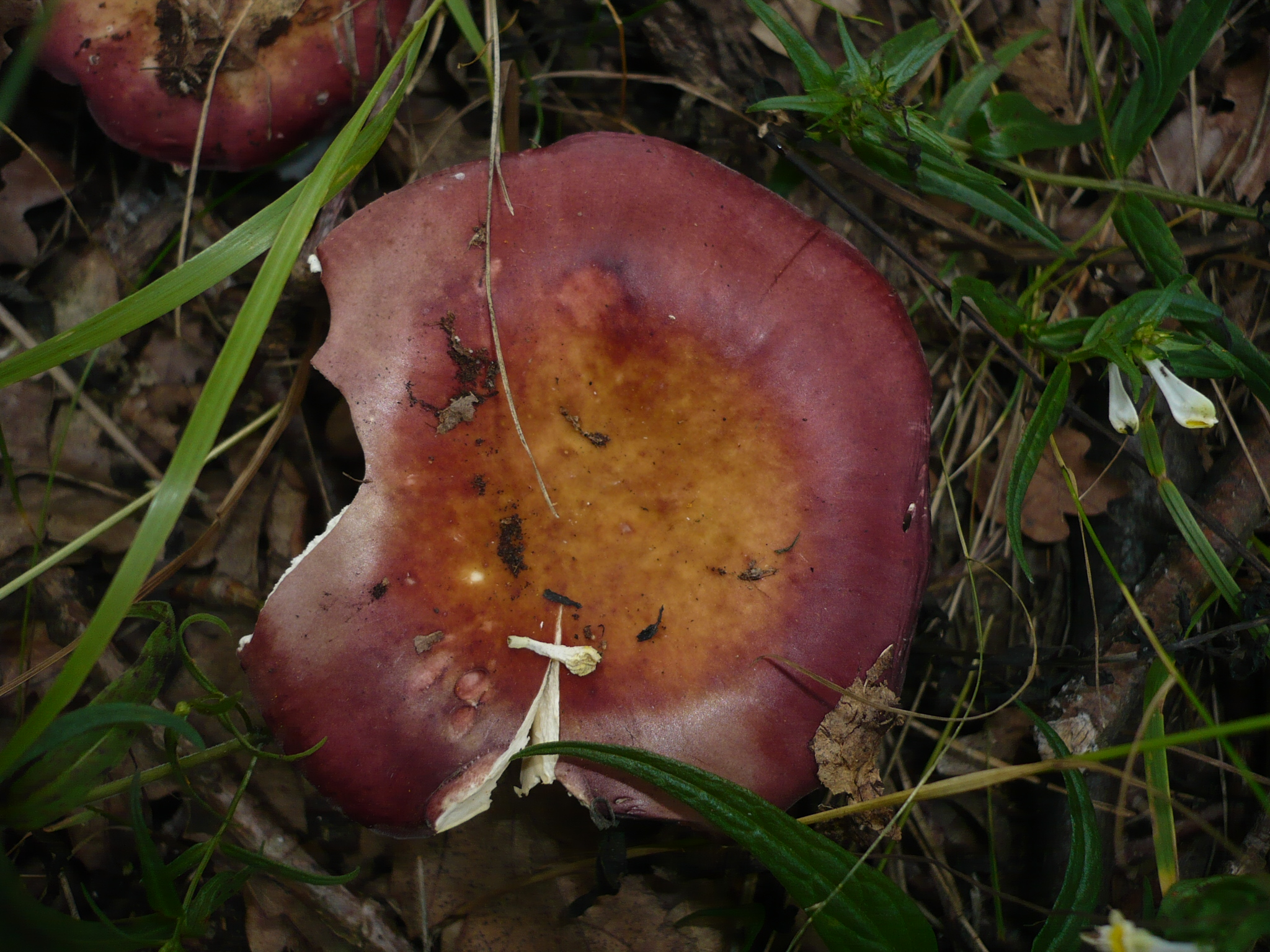
Russula decipiens
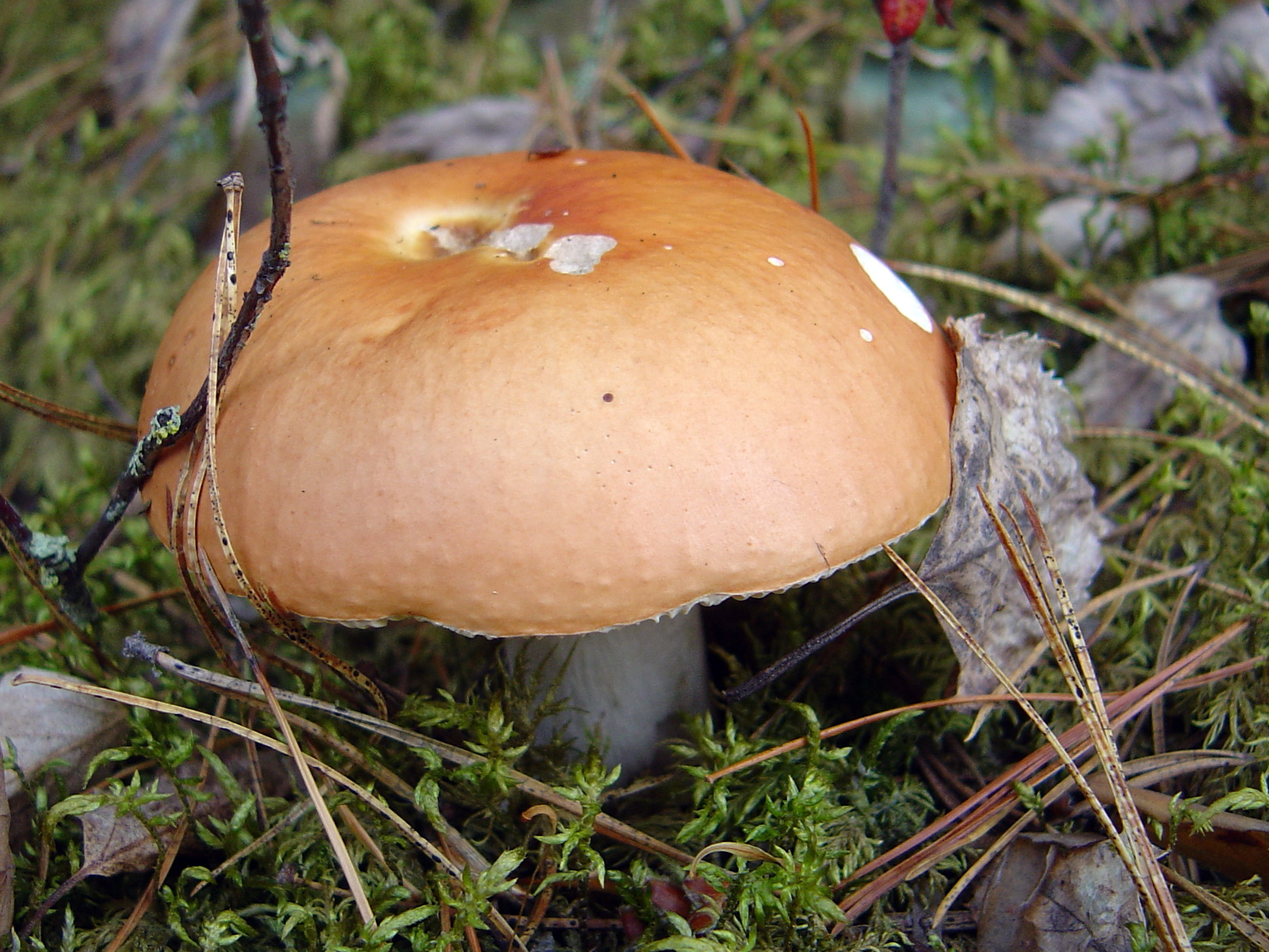
Russula decolorans
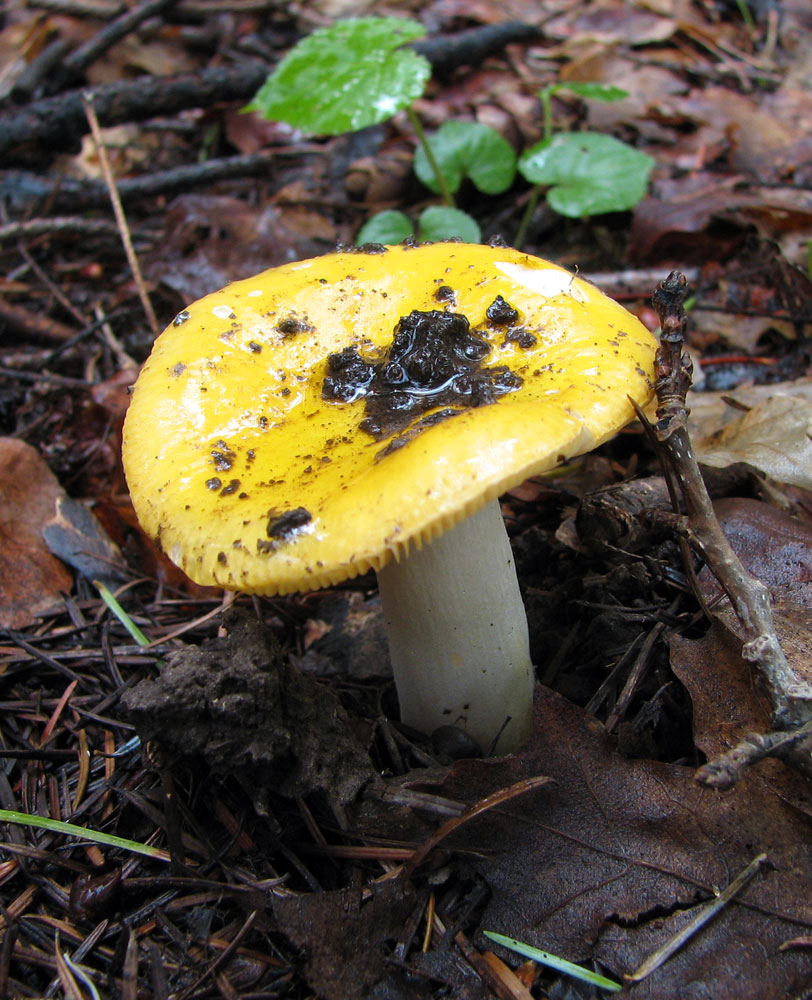
Russula flava
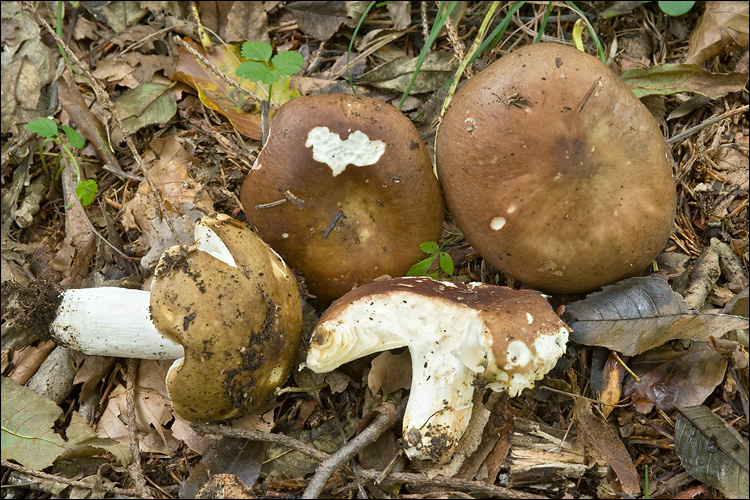
Russula integra
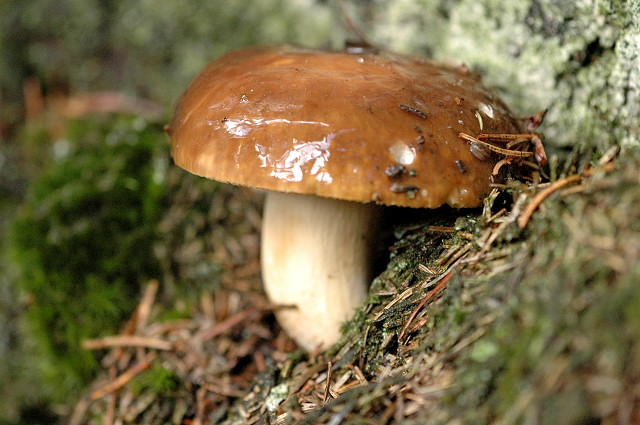
Russula.mustelina
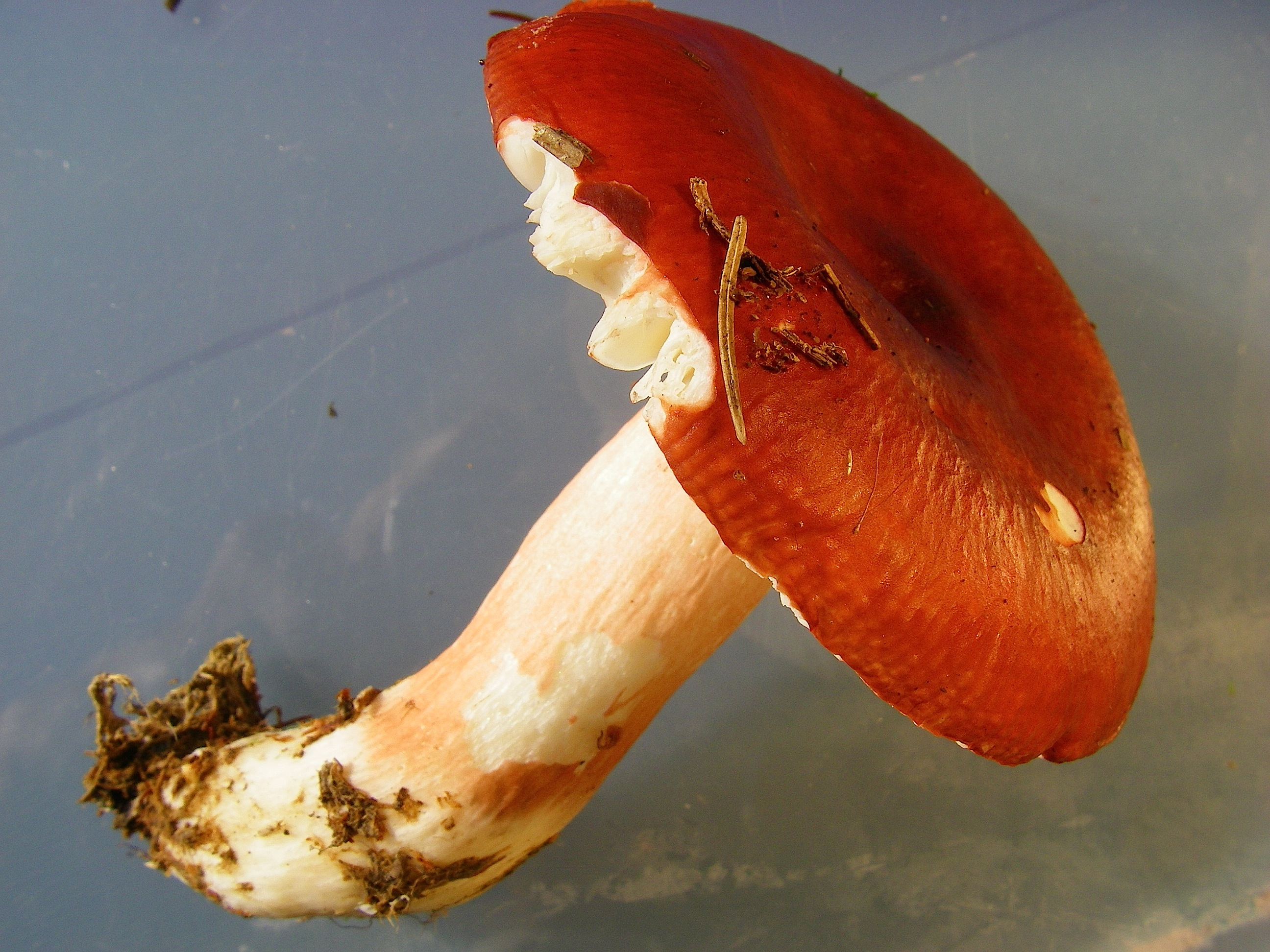
Russula paludosa
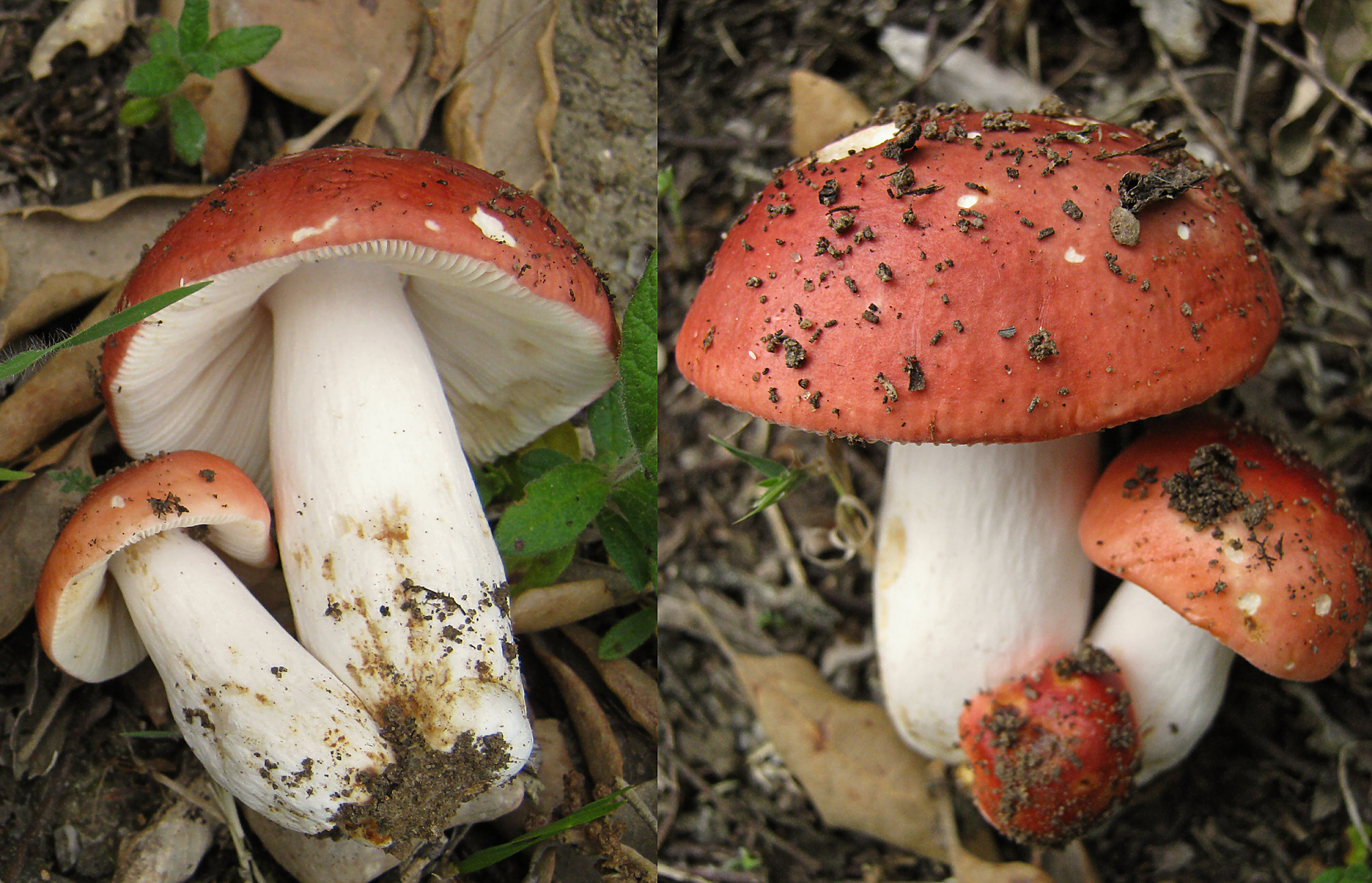
Russula rosea
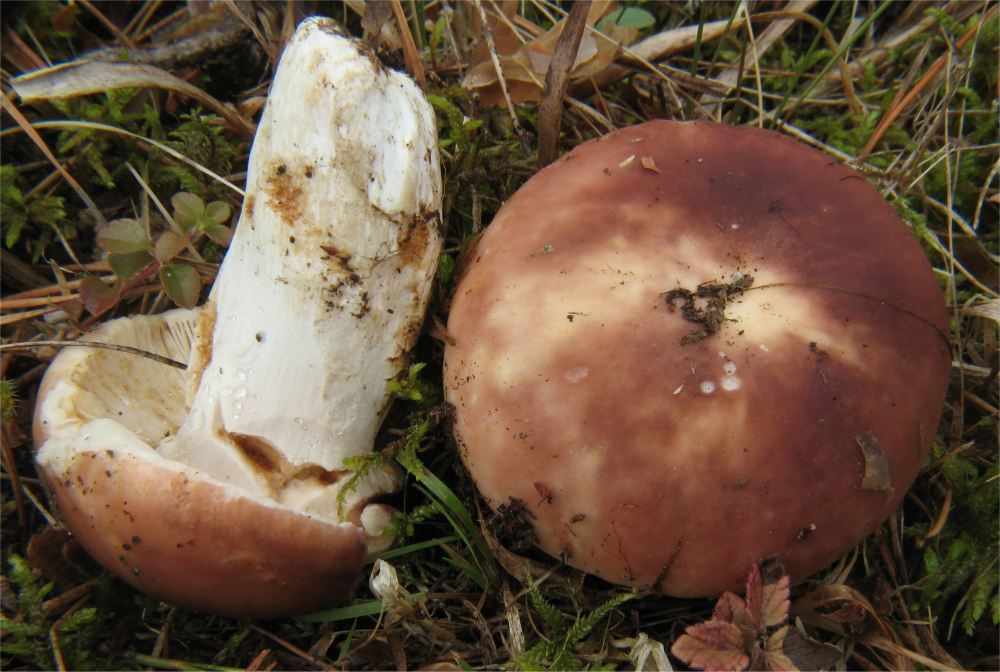
Russula vesca
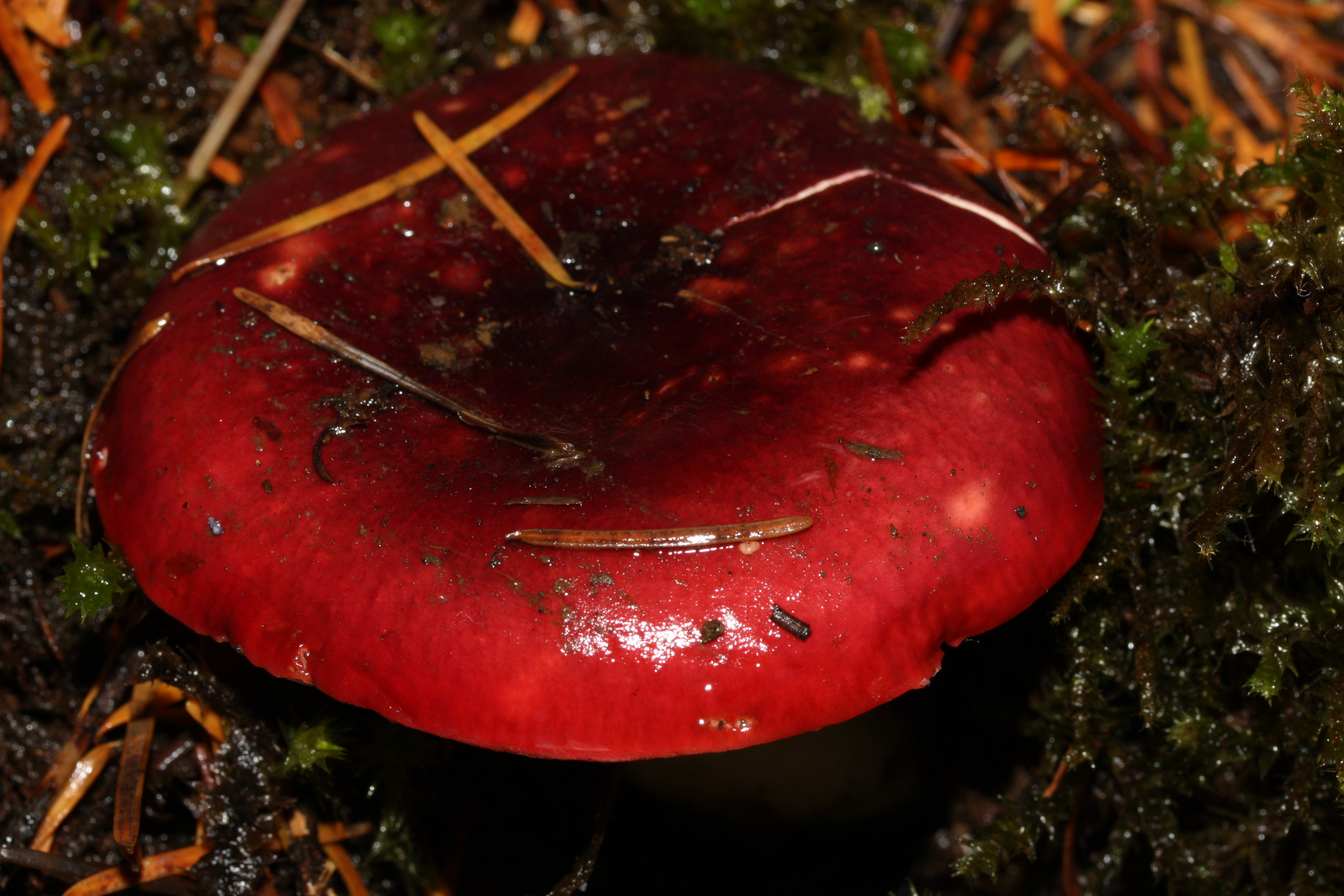
Russula xerampelina

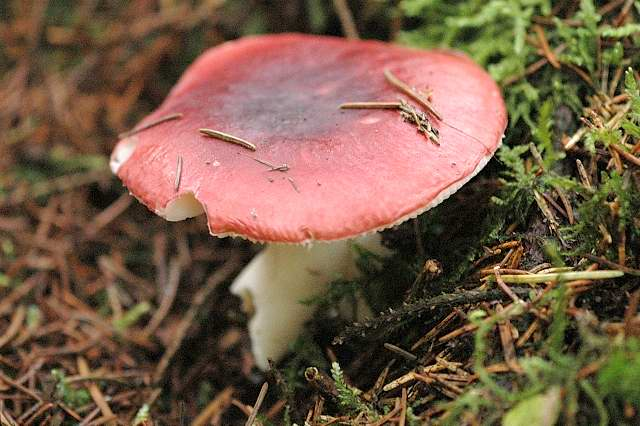
!Russula.badia!
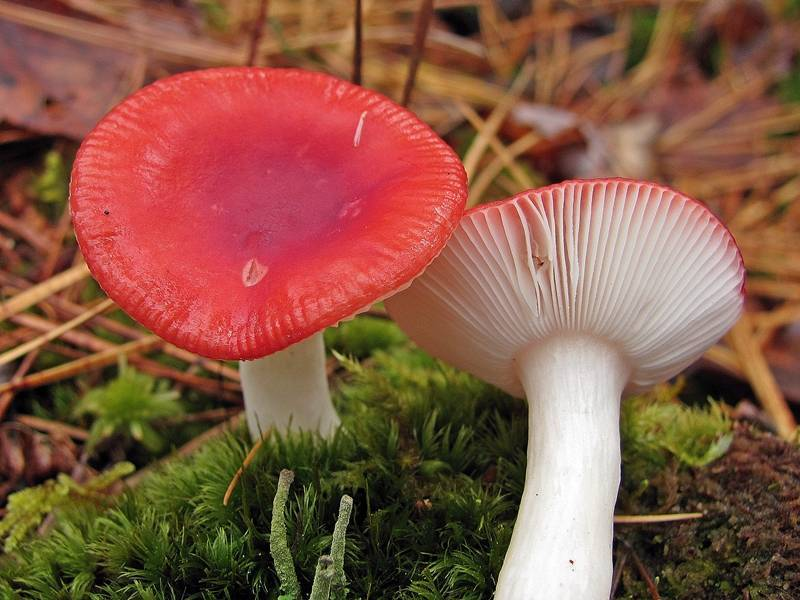
!!Russula emetica!!
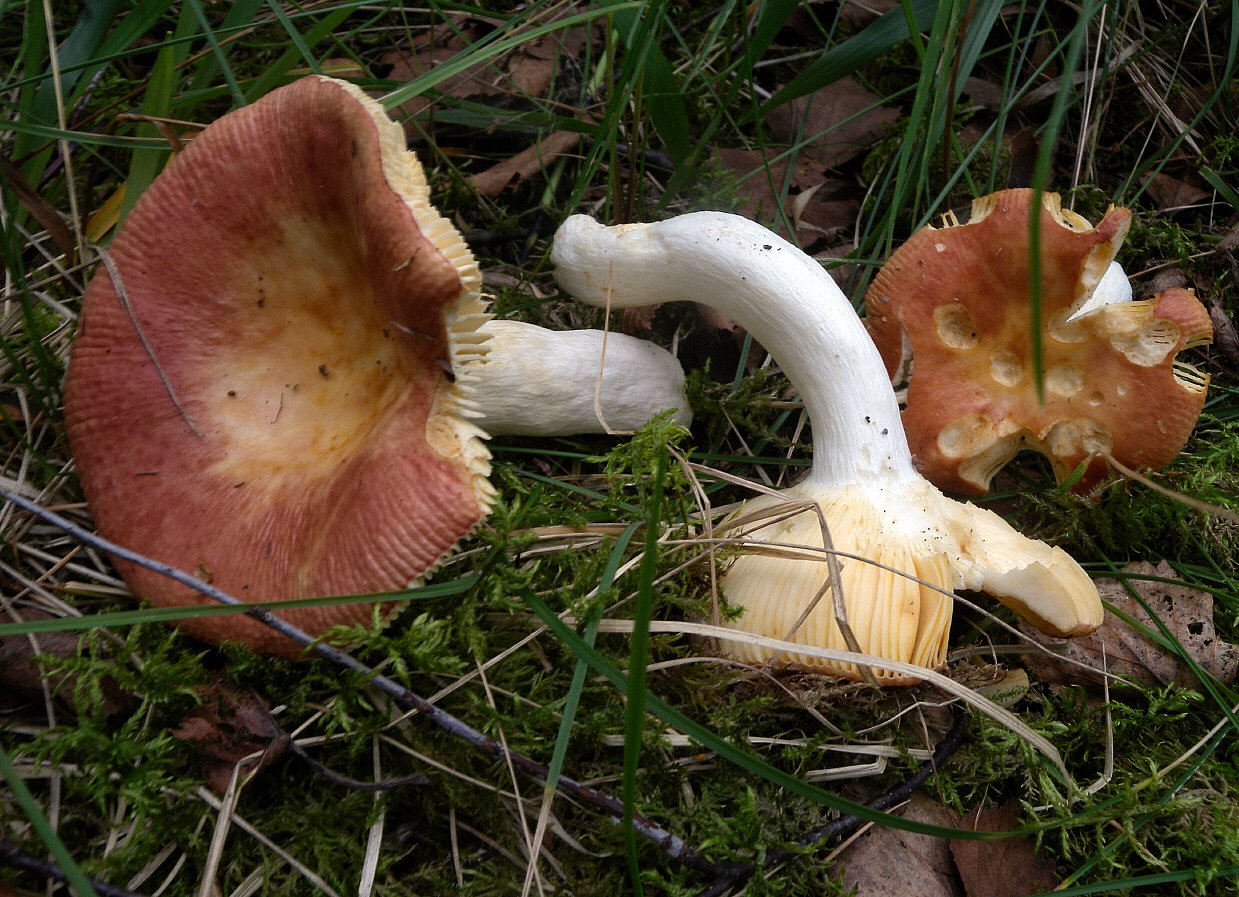
!Russula mesospora!
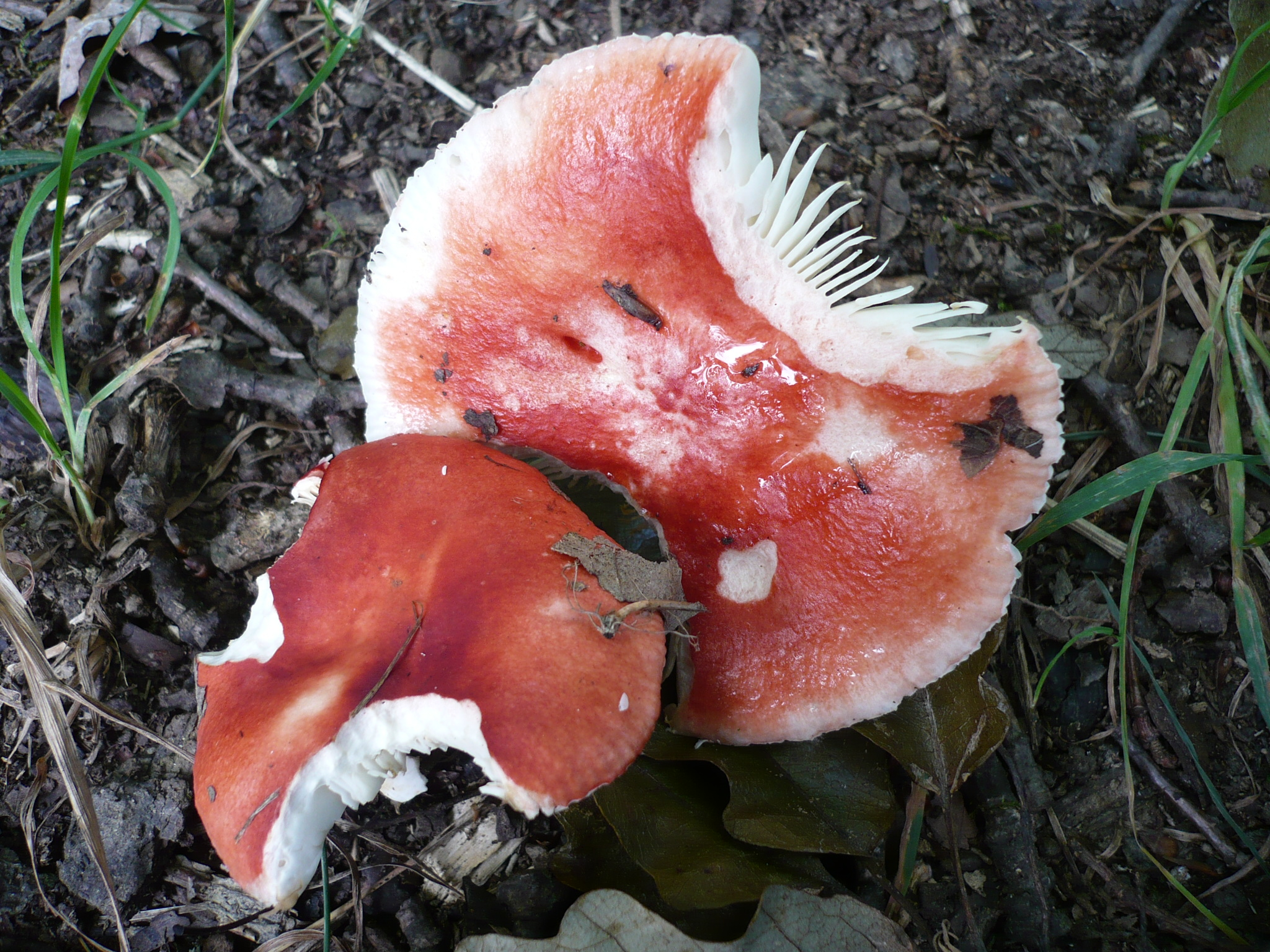
!Russula luteotacta!
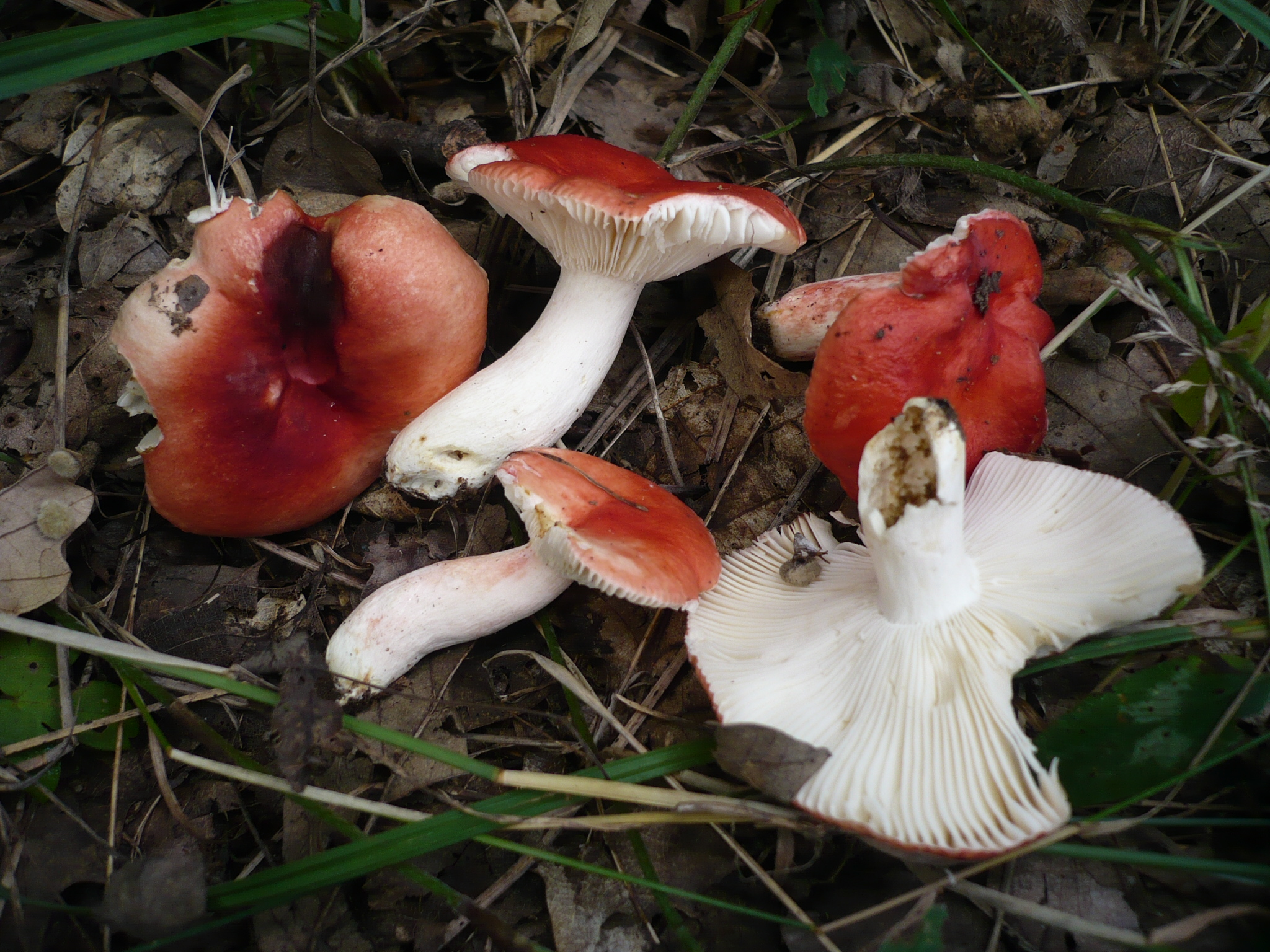
!Russula persicina!
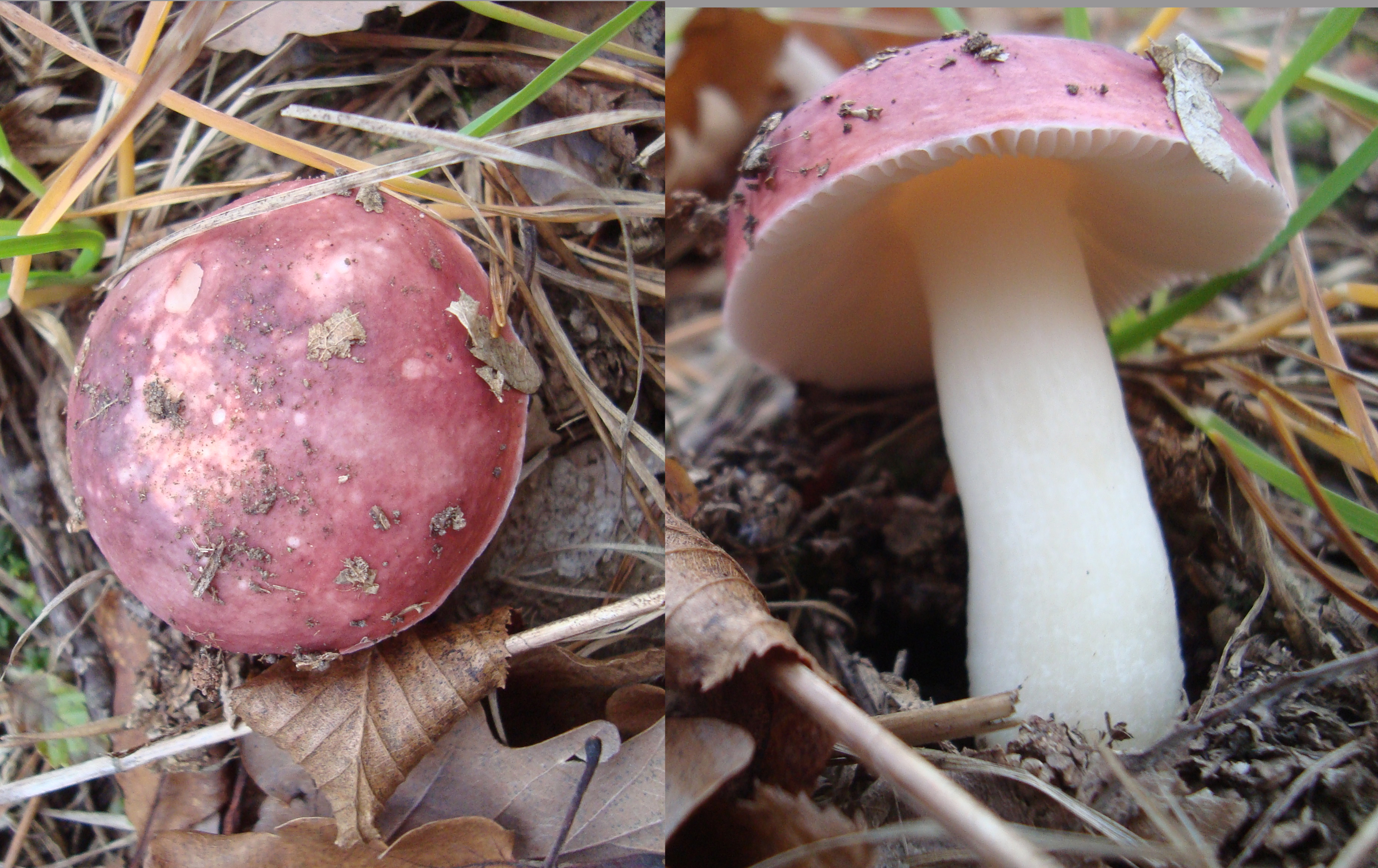
!Russula pseudointegra!
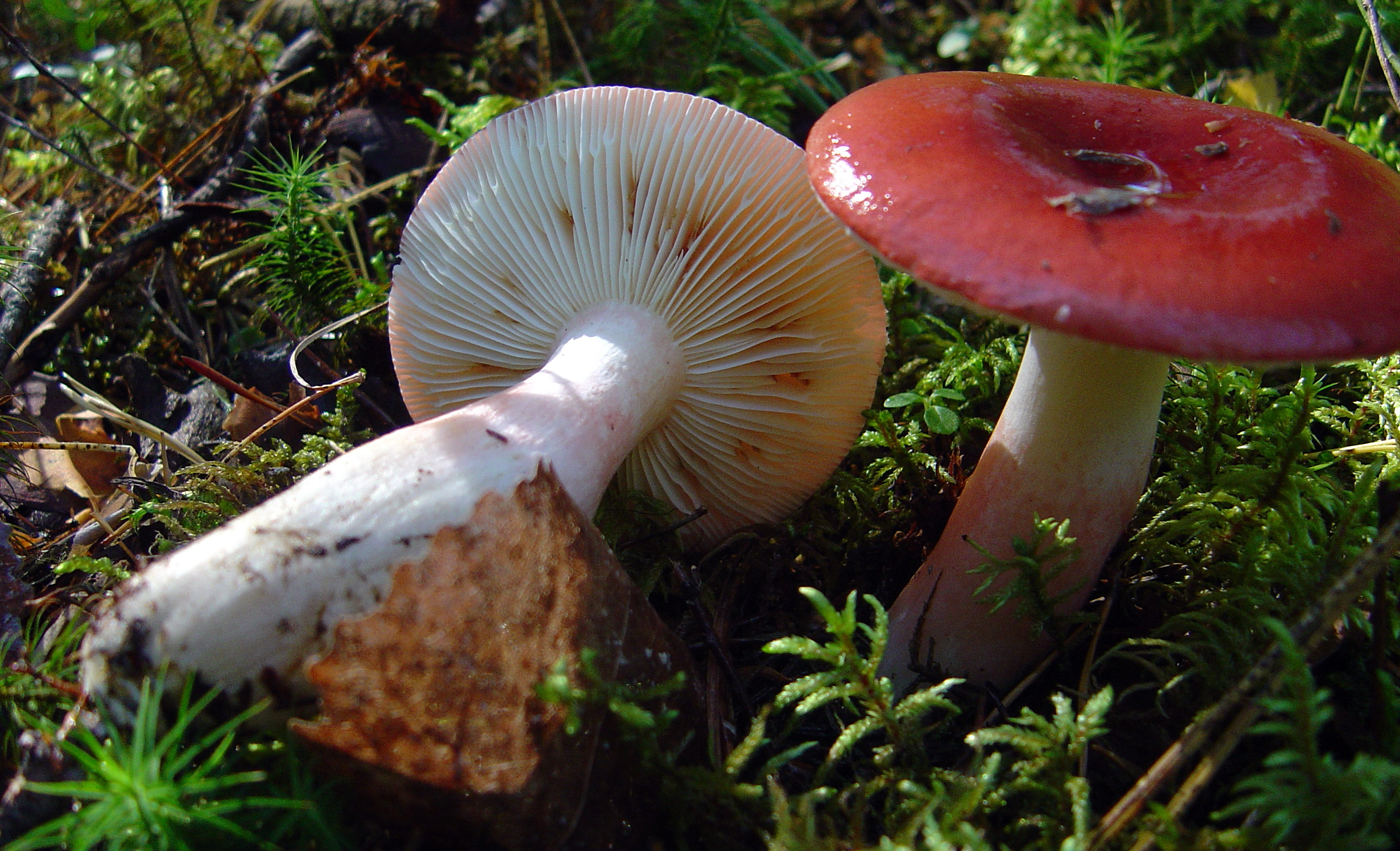
!Russula rhodopus!
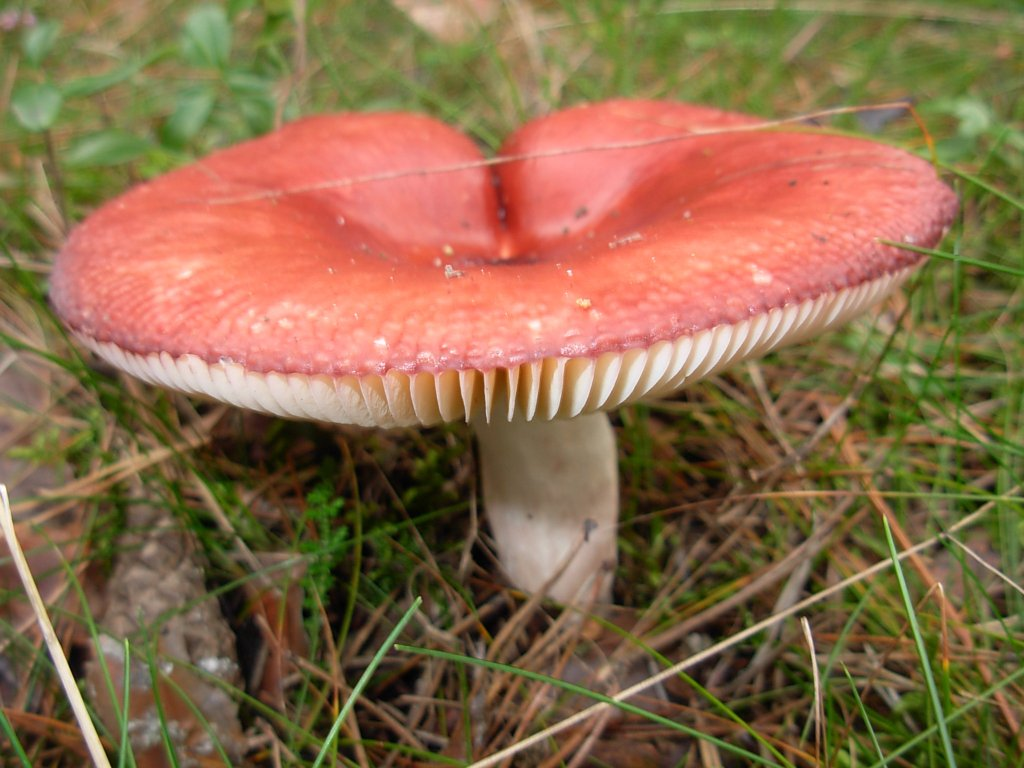
!Russula rubra!
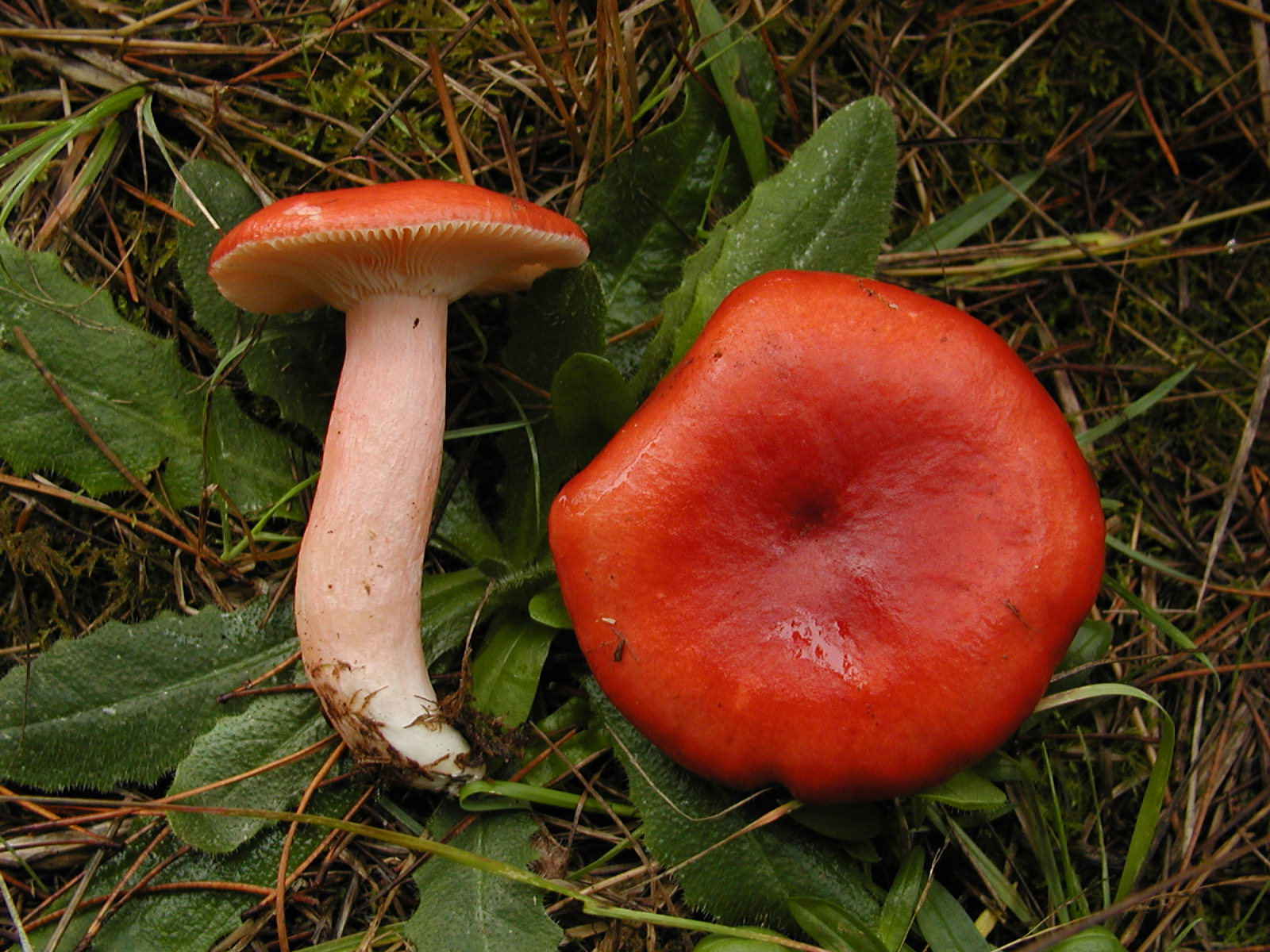
!Russula sanguinea!

## Valorificare
Hulubița este, pricinuit cărnii foarte dense și compacte, pentru unii, o ciupercă excelentă pentru consum, pentru alții, din cauza lipsirii unui miros accentuat, mai puțin. Ea poate fi mâncată cel mai bine tânără, tăiată fin și crudă într-o salată cu maioneză, hrean, verdețuri sau cu hrean și frișcă precum pe mod ardelean, friptă, cu cepe, boia ardei, smântână și pătrunjel tocat. Buretele poate fi pregătit de asemenea la grătar cu unt „à la maître d'hôtel”. Uscat, singur nu este de mare valoare, dar el poate fi amestecat cu alți bureți de pădure.